# Guy Chantepleure
Guy Chantepleure, seudónimo de Jeanne-Caroline Violet-Dussap (París, 1 de febrero de 1870 - Mayenne, 26 de junio de 1951) fue una escritora francesa.

## Obras
- Ma conscience en robe rose, Lemerre, 1895, in-18, 248 pp.. Calmann-Lévy, 1901 et 1912
- Fiancée d'Avril, Calmann-Lévy, 1898, 1902, 1912, 1950 ;
- Le Château de la vieillesse,  Tours : A. Mame et fils, (1900), in-18, 372 p., fig., planche. Les illustrations de cette édition et des suivantes sont de Lucien Métivet ;
- Collection des romans honnêtes, 1909, 1911, 1915, 1922 ;
- Les ruines en fleurs, Calmann-Lévy, 1901, 1926, 264 p ;
- Mon ami l'oiseau bleu, Tours : A. Mame et fils, 1901, in-4 ̊ , 173 p., fig. Recueil de contes ;
- Âmes féminines, Paris, Calmann Lévy, 1902, 1905, 403 p. ;
- Sphinx blanc, Paris, Calmann-Lévy, 1903, 1904, 1922, 342 p. ;
- L'Aventure d'Huguette, Paris : Calmann-Lévy, 1904, in-18, 363 p. ;
- Le Théâtre de la primevère (6 pièces pour enfants). Illustrations de Lucien Métivet. Tours : A. Mame et fils, (1904), in-4 ̊ , 143 p., fig., Florizel et Percinette. La Migraine de l'impératrice. Lydie. Les Trois fées. Diplomate ou voleur. Mariage de raison, 1924 ;
- Le baiser au clair de lune, Paris : Calmann-Lévy, 1908, in-16, 341 p., publié également en supplément à la Nouvelle mode, 1948 ;
- La folle histoire de Fridoline, Paris : Calmann-Lévy, 1908, in-16, II-360 p., 1948 ;
- Malencontre. Paris : Calmann-Lévy, 1910, in-18, 420 p., 1935 (Publicado en español como Lil de los ojos color del tiempo. Madrid, La Novela Rosa);
- La Passagère. Paris : P. Lafitte, 1911, in-16, 432 p., 1939, 1945. Ont été tirés de ce roman les films Malencontre de Germaine Dulac en 1920 et La Passagère de Jacques Daroy en 1949 ;
- Le Hasard et l'amour. Paris : Calmann-Lévy, 1911, in-18, 323 p. ;
- La Ville assiégée, Janina, octobre 1912-mars 1913. Paris : Calmann-Lévy, 1913, in-18, 295 p. ;
- Mariage de raison, comédie en 1 acte, en prose... 8 p. ; in-8°, extrait de Lisez-moi bleu, 1.er septembre 1918 ;
- L'Inconnue bien-aimée... Paris : Calmann-Lévy, 1925, in-16, 384 p. ;
- Le Magicien. Paris : Calmann-Lévy, 1927, in-16, 288 p., 1948 ;
- Le Cœur désire... Paris : Calmann-Lévy, 1931, in-16, 243 p. Collection nouvelle ;
- Comédie nuptiale... Paris : Calman-Lévy, 1932, in-16, 223 p., couv. ill. en coul. Lisez ;
- Escales océaniennes. Nouvelle-Calédonie, Nouvelles-Hébrides. Paris : Calmann-Lévy, 1935, in-16, II-216 p., carte ;
- Eux et nous sur un bateau. Paris : Calmann-Lévy, 1936, in-16, 240 p. ;
- Mes souvenirs de Bali. Paris : Calmann-Lévy, 1938, in-16, 206 p., pl., carte, couv. ill.